# Parlamentswahl in Sierra Leone 1982
Die Parlamentswahl in Sierra Leone 1982 fand am 1. Mai 1982 in Sierra Leone statt.

## Wahlsystem
Da das Land auf Grundlage der Verfassung von 1978 zu der Zeit noch ein Einparteiensystem hatte, gingen alle Sitze an den All People’s Congress. 255 Kandidaten wurden für die zur Wahl stehenden 85 Abgeordneten im Einkammern-Parlament aufgestellt. Es wurde in jedem der 85 Wahlkreise jeweils eine Person mit einfacher Mehrheit gewählt.
Wahlberechtigt waren alle Sierra-Leoner ab dem 21. Lebensjahr, die sich als Wähler registriert hatten. Ausgeschlossen waren Geisteskranke und inhaftierte Personen. Etwa zwei Millionen Personen waren für die Wahl registriert.

## Ergebnis
- APC: 85
- Paramount Chiefs: 12
- Ernannt: 7

| Partei                                | Sitze |
| ------------------------------------- | ----- |
| APC                                   | 85    |
| Paramount Chiefs (indirekte Wahl)     | 12    |
| Ernannt (durch den Staatspräsidenten) | 07    |
| GESAMT                                | 104   |